# Borgo Faiti
Borgo Faiti è una città di fondazione, nata nell'agro pontino a seguito della bonifica integrale delle paludi pontine operata durante il regime fascista.
Amministrativamente è una frazione del comune di Latina, nella omonima provincia del Lazio.
Il centro urbano è stato edificato nei pressi della preesistente località denominata "Foro Appio", stabilita alla fine del '700, e che a sua volta mutuò il toponimo dall'antico "Forum Appii", ivi esistente in epoca romana e disabitato a partire dall'alto medioevo.

## Geografia fisica

### Territorio
Si tratta di un piccolo borgo rurale costituito da un centro urbanizzato, collocato presso l'incrocio tra la SS 7 (via Appia) e la SS 156 (dei Monti Lepini), e da una vasta area agricola appoderata a questo centro storicamente pertinente.
I limiti storici del territorio sono costituiti a sud nord ovest est dalla strada statale Appia (in questo e in tutto il tratto pontino coincidente col tracciato dell'antica consolare), a nord-ovest dalla strada migliara 41, a sud-est dalla strada migliara 45, infine dal canale di bonifica Sisto a sud-ovest; le strade Appia e Migliara 45 costituiscono anche il confine amministrativo tra il comune di Latina e, rispettivamente, il comune di Sezze e il comune di Pontinia.
L'intera area è attraversata dalla strada statale dei Monti Lepini e percorsa da altre sei strade migliare ad essa parallele, e dalla via Trasversale che le taglia tutte perpendicolarmente e le collega fra loro: l'intera maglia stradale risulta parallela alla via Appia lungo la direzione di via Trasversale, di modo che quasi tutte le strade migliare risultano costituite da due tratte senza uscita, ad eccezione delle migliare di estremità (41 e 45) che da un lato sono prolungate e collegate all'Appia per mezzo di ponti che valicano il canale Linea Pio, adiacente alla consolare stessa, e dall'altro si allacciano al resto della rete stradale con ponti che valicano il canale Sisto, e ad eccezione pure (e naturalmente) della statale dei Monti Lepini. Ulteriori due ponti sul canale Linea Pio sono situati a ridosso del centro abitato e lo collegano direttamente con l'Appia

### Toponomastica
La toponomastica del borgo ricorda le numerose famiglie nobili che hanno avuto ruoli importanti nella storia del Lazio (ad es. Frangipane, Conti di Segni, etc.).
Precedentemente le strade erano dedicate alla storia di San Paolo. Si potevano trovare infatti Via Tarso, in onore della città di provenienza del santo, oppure Via Saulo, dedicata al nome ebraico del santo che nel suo viaggio verso Roma, percorrendo la via Appia, fece tappa proprio nell'allora Forum Appii, così come citato negli atti degli apostoli.
Tra gli anni ottanta e gli anni novanta, contestualmente alle notevoli mutazioni della toponomastica negli altri Borghi, i vecchi nomi delle vie furono sostituiti dai nuovi, che poco hanno a che fare con la storia di borgo Faiti. Così, da qualche anno, alcuni cittadini si battono per il ripristino della vecchia toponomastica.

## Storia
La "città di fondazione", in questo caso un centro rurale, venne costruita (in riferimento sia al suo centro che ai poderi diffusi sul suo territorio) ed inaugurata dall'Opera Nazionale Combattenti (ONC)  nel 1933 nell'ambito dell'appoderamento delle paludi pontine bonificate. L'area venne popolata, fra il 1933 ed il 1934, da coloni di provenienza veneta, friulana e ferrarese, ai quali vennero assegnati i poderi appena realizzati, dapprima coltivati in regime di mezzadria e colonìa alle dipendenze dell'ente ONC, e successivamente acquistati in proprietà dagli stessi coloni assegnatari.
Il 2 maggio 1935 il borgo col suo territorio venne aggregato al comune di Latina; in precedenza era suddiviso fra i comuni di Sezze e Sermoneta.
Il centro del borgo di fondazione (con una piazza, la scuola, l'acquedotto, l'emporio, la sede dell'azienda agraria, l'ammasso delle granaglie e alcune abitazioni) venne realizzato in corrispondenza di un preesistente casale, con annessa cappella religiosa, a sua volta situato a ridosso dei resti del villaggio romano di Forum Appii, citato da san Paolo negli Atti degli Apostoli.
A partire dal primissimo Medioevo il territorio era stato sostanzialmente disabitato: i resti del villaggio di Forum Appii furono individuati e riscoperti solo a seguito dei falliti tentativi di bonifica del XVIII secolo, voluti da papa Pio VI, ed insieme ad essi fu riscoperto l'originario tracciato della Via Appia Antica fino ad allora sconosciuto per ciò che riguardava l'area pontina. Nei pressi dei resti del villaggio sorsero una stazione di posta e un casale, tuttora esistenti, e il territorio a ovest della via era stato parzialmente prosciugato mediante la realizzazione delle "fosse migliarie".
Tullio Dandolo racconta nel XIX secolo di essersi fermato in un'osteria a "Forappio" sulla strada per Napoli. In quest'epoca sorsero ancora un casale con annessa cappella, a servizio dei campi circostanti: questi tuttavia si impaludavano durante l'inverno ed erano funestati dalla malaria durante l'estate, restando dunque disabitati per gran parte dell'anno e frequentati solo nei mesi primaverili da contadini e braccianti del centro collinare di Sezze. 
Alla fine dell'800 il territorio venne riunito in un'azienda agricola comune denominata "Azienda Foro Appio" che si estendeva a sud-ovest dell'Appia fino alla località di Mesa (oggi nel comune di Pontinia), il cui esercizio tuttavia non ebbe successo ed i cui terreni furono ben presto in parte abbandonati, ed in parte subaffittati ancora a famiglie lepine che tuttavia non risiedevano in loco, se non per brevi periodi.
Dopo la sua fondazione negli anni 30 ed il suo popolamento, il borgo subì danni durante il secondo conflitto mondiale: alcune zone della campagna furono bombardate dagli Alleati, mentre l'antico casale settecentesco situato al centro, contenente la cappella cattolica, fu fatto saltare dai tedeschi in ritirata, poiché utilizzato come deposito di armi.
Il nome deriva, come per quasi tutti i borghi dell'agro pontino, da una particolare zona del nord Italia teatro di famosa battaglia della Prima guerra mondiale: nel caso specifico deriva dal Dosso Faiti, ora in territorio sloveno, dove nel giugno del 1917 si combatté una delle più cruente battaglie. Non a caso il Dosso era denominato anche "Linea delle sentinelle morte".
Tra le file dei combattenti, figurava anche Gabriele D'Annunzio.

## Comunità
Alla popolazione iniziale di coloni veneti, ferraresi e friulani si sono aggiunti, nel dopoguerra, flussi immigratori di provenienza lepina e campana, che si sono perfettamente integrati nella comunità originale veneto-pontina. Attualmente tuttavia le parlate veneta (un tempo prevalente), ferrarese e friulana sono state quasi completamente sostituite nel contesto sociale dal romanesco di Latina, rimanendo tuttavia radicate in moltissimi contesti familiari.

## Curiosità
Poco lontano da Borgo Faiti esiste il museo "Piana delle Orme" che è un parco storico tematico realizzato all'interno dell'omonima azienda agrituristica. Ospita una delle collezioni più grandi ed eterogenee al mondo dedicate al Novecento, alla seconda guerra mondiale ed alle bonifiche idrauliche. Tra i padiglioni più importanti troviamo quello sulla Bonifica delle Paludi Pontine, quello sui Mezzi Agricoli d'Epoca, quello sui Mezzi Bellici riconvertiti ad uso civile, e quelli sulla Battaglia di Cassino e lo Sbarco di Anzio.